# Медаль «За відвагу» (Гессен)

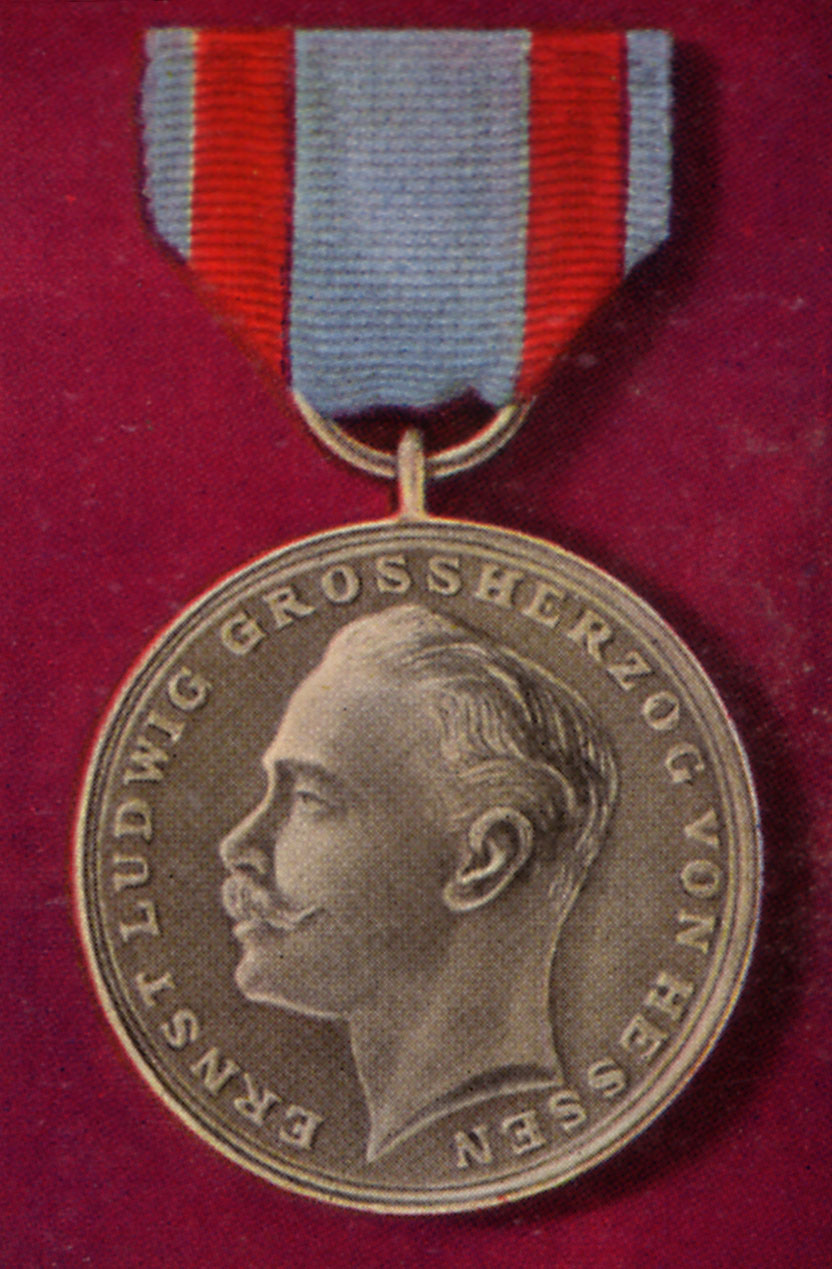
Медаль зразка 1894 року

Загальний почесний знак (нім. Allgemeines Ehrenzeichen) — нагорода Великого герцогства Гессен.
З 1894 року — Гессенська медаль «За відвагу» (нім. Hessische Tapferkeitsmedaille).

## Історія
Медаль заснована 25 вересня 1843 року великим герцогом Людвігом III.
В 1894 році великий герцог Ернст Людвіг змінив назву, дизайн і статут медалі. Після падіння монархії в 1918 році нагородження медаллю припинились.

## Опис
Поданий опис медалі зразка 1894 року.
Кругла срібна медаль, на аверсі зображений профіль великого герцога Ернста Людвіга, оточений по колу іменем ERNST LUDWIG GROSSHERZOG VON HESSEN (укр. ЕРНСТ ЛЮДВІГ, ВЕЛИКИЙ ГЕРЦОГ ГЕССЕНСЬКИЙ). На реверсі — напис FÜR TAPFERKEIT (укр. ЗА ВІДВАГУ), оточений вінком із лаврового (зліва) і дубового (справа) листя. З 1917 року виготовлялись посріблені медалі.

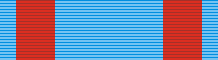
Планка медалі

Медаль носили на блакитно-червоній стрічці.

## Умови нагородження

### 1843
Медаль вручалась за наступні заслуги:
- за відвагу;
- за військові заслуги;
- за заслуги;
- за вірну службу;
- за багаторічну службу;
- за 50-річну службу;
- за порятунок людського життя;
- за повторний порятунок людського життя;
- за вірну працю.

### 1894
З 1894 року медаль вручалась тільки за відвагу.